# Pascal Jenny (Handballspieler)

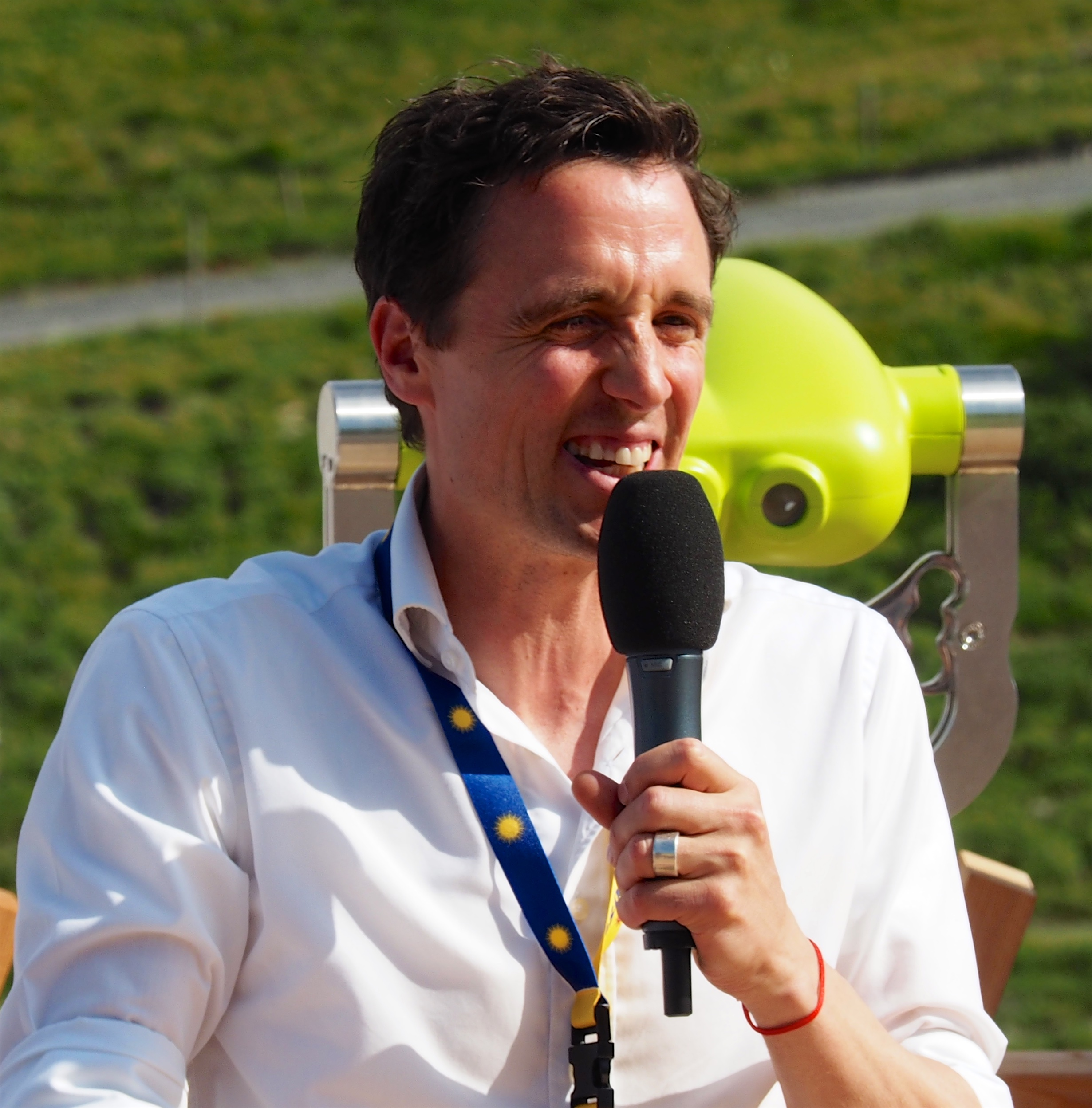
Pascal Jenny als Tourismusdirektor von Arosa (2018)

Pascal Jenny (* 23. März 1974) ist ein ehemaliger Schweizer Handballspieler und heutiger Touristiker, Unternehmer sowie Ökosystem-Experte.

## Sportkarriere
Jenny spielte in seiner aktiven Laufbahn bei den Clubs TV Suhr, Kadetten Schaffhausen und Grasshopper Club Zürich. Insgesamt bestritt der Flügelspieler 348 Partien in der Nationalliga A, in denen er 1124 Treffer erzielte.
Pascal Jenny bestritt insgesamt 73 Länderspiele (118 Tore) für die Schweizer Handballnationalmannschaft. Mit der Schweizer Nationalmannschaft nahm er an den Europameisterschaften 2006 teil.
Seit Anfang 2022 ist Pascal Jenny Präsident des Schweizerischen Handballverbandes. Zudem ist er Mitglied des Exekutivrates von Swiss Olympics.

## Tourismusdirektor
Von 2008 bis Ende April 2021 wirkte Jenny als Tourismusdirektor im Sport- und Ferienort Arosa, wo von 1903 bis 1910 schon sein Ur-Ur-Grossvater August Jenny als allererster Kurdirektor tätig gewesen war. In dieser Funktion zeichnete er unter anderem, zusammen mit dem künstlerischen Leiter Frank Baumann, verantwortlich für die Organisation und Durchführung des Arosa Humor-Festivals.
Pascal Jenny ist der Initiant des Arosa Bärenlands, das sechs Jahre nach der ersten Idee im Herbst 2016 vom Aroser Stimmvolk gutgeheissen wurde.
2016 wurde die von Jenny massgebend geprägte «Eventstrategie» von Arosa Tourismus in der Kategorie «Innovation» mit dem Schweizer Tourismuspreis Milestone ausgezeichnet.
Anfang 2017 wurde Pascal Jenny von der Südostschweiz als «Bündner des Jahres 2016» nominiert. Von den von der Leserschaft des Südostschweiz-Webportals abgegebenen 16'550 Stimmen entfielen 14 % auf Jenny, womit er unter 10 Nominierten den 3. Rang erreichte.
2018 belegte Jenny bei der Wahl zum «Aargauer des Jahres» ebenfalls Platz 3.
Das Wirtschaftsmagazin Bilanz zählt Pascal Jenny aufgrund seiner touristischen Innovations- und Umsetzungsstärke zu den 100 wichtigsten Persönlichkeiten der Schweizer Wirtschaft.
Seit 2021 ist Pascal Jenny Präsident von Arosa Tourismus.